# هاليون
هاليون (بالإنجليزية: Haleon) هي شركة عاملة في مجال المستحضرات الصيدلانية الاستهلاكية متعددة الجنسيات مقرها في ويبريدج في إنجلترا؛ وهي واحدة من كبريات الشركات في مجال الرعاية الصحية، وهي المالك لعدد من العلامات التجارية مثل معجون أسنان سنسوداين وبانادول؛ وهي رائدة في مجال الأدوية المتاحة دون وصفة.
تأسست هذه الشركة سنة 2022، وهي شركة منبثقة عن شركة غلاكسو سميث كلاين (GSK).